# رضا عباسي
رضا عباسي (توفي نحو 1050 هـ/ نحو 1640 م) كان خطاطا فارسيا من مدرسة أصفهان خلال الفترة الصفوية، قضى معظم حياته المهنية في العمل للشاه عباس الأول. يعتبر أخر الحرفيين في هذا المجال، من أشهر أعماله المرقة أو ألبومات، وخصوصا رسم جمال الشباب.